# Respect (пісня)
Respect (англ. «Повага») — пісня в стилі ритм-енд-блюз, написана в 1965 р. Отісом Реддінгом і випущена в США в якості синглу. Через два роки стала суперхітом у виконанні Арети Франклін і відтоді залишається візитною карткою «королеви соулу».
У початковій версії Реддінга чоловік просить жінку проявляти до нього «повагу», коли він приходить додому з роботи (під «повагою» йдеться про сексуальний акт) — і за це обіцяє закривати очі на її недоліки. Арета Франклін змінила слова пісні й змістила акценти, перетворивши її в монолог сильної жінки, що вимагає поваги до себе. У цій версії велике значення хору і приспіву, що складається зі слова RESPECT, яке промовляється по буквах.
Запис Арети Франклін, яку спродюсував Джеррі Векслер, був вшанований двома преміями «Ґреммі» і протягом 2 тижнів очолював Billboard Hot 100. Він стала першим міжнародним хітом Франклін, потрапивши в гарячу десятку британських чартів. Згодом пісня перетворилася на свого роду гімн руху за рівність статей і прозвучала в десятках художніх фільмів. Її часто виконують на феміністичних заходах.

## Визнання
- Зал слави премії «Ґреммі» (1987)
- Включення до Національного реєстру аудіозаписів (2002)
- Список 500 найкращих пісень усіх часів за версією журналу Rolling Stone; — № 5.
- «Пісні століття» за версією RIAA — № 4.